# جيمس مورغان (سياسي)
جيمس مورغان (بالإنجليزية: James Morgan)‏ هو سياسي أيرلندي، ولد في 29 سبتمبر 1816 في جمهورية أيرلندا، وتوفي في 29 نوفمبر 1878 في وارويك في أستراليا. انتخب عضو المجلس التشريعي ولاية كوينزلاند.